# Bootes-I-Zwerggalaxie
Die Bootes-I-Zwerggalaxie (kurz auch Bootes I oder Boo I dSph) ist eine äußerst lichtschwache spheroidale Zwerggalaxie im Sternbild des Bärenhüters und gehört somit zum Untertyp der Ultra-faint-dwarf-Galaxien.

## Eigenschaften
Die Galaxie besitzt eine Leuchtkraft von nur etwa 100.000 L☉ und eine absolute Helligkeit von −5,8m.
Sie ist lediglich etwa 197 kly entfernt und scheint durch Gezeitenkräfte unserer Milchstraße verformt und auseinandergerissen zu werden.
Dabei zeigt sie zwei Sternenschweife, die sich kreuzen. Im Normalfall formen Gezeitenkräfte nur einen Schweif bei Satellitengalaxien.
Wie die meisten der sogenannten Ultra-faint-dwarf-Galaxien ist die gesamte Galaxie lichtschwächer als der Einzelstern Rigel.

## Bemerkung
Scheinbare Helligkeit = Absolute Helligkeit + Entfernungsmodul = −5,8 + 18,9 = 13,1